# Мирончик, Сергей Викторович
Сергей Викторович Мирончик (бел. Сяргей Віктаравіч Мірончык; род. 7 августа 1975, Бобруйск, Могилёвская область) — белорусский футболист, выступавший на позиции полузащитника и тренер.

## Карьера
Начинал заниматься футболом в бобруйской ДЮСШ-5. Первым профессиональным клубом игрока стал бобруйский «Фандок». В 1995 году играл в КРЗ. В период с 1997 года по 1999 года выступал в Первой Лиге за такие клубы как «Рогачёв» и светлогорский «Коммунальник». В 2000 году вернулся в осиповичский клуб, который к тому времени назывался «Свислочь-Кровля».
В 2001 году перешёл в борисовский БАТЭ. Вместе с клубом по итогу сезона стал бронзовым призёром как в Высшей Лиге, так и в чемпионате дублёров. В начале 2002 года клуб стал финалистом Кубка Беларуси, однако сам футболист в матче не участвовал. Однако по итогу сезона стал чемпионом Высшей Лиги. Закрепиться в борисовском клубе у футболиста не вышло, и затем он в течение 2 лет выступал на правах арендного соглашения в новополоцком «Нафтане» и бобруйской «Белшине».
В 2005 году стал игроком светлогорского «Химика». Выступал в клубе до конца 2007 года. Лишь в 2006 году вместе с клубом стал бронзовым призёром Первой Лиги. За 3 года в клубе провёл 74 матча, в которых отличился 4 голами. В 2008 году также поиграл в бобруйской «Белшине», откуда потом в 2009 году перебрался в «Осиповичи», после которых завершил профессиональную карьеру футболиста.

## Тренерская карьера
В 2011 году стал юношеским тренером в бобруйской «Белшине». Также неоднократно становился тренером дублирующего состава клуба. В 2023 году в должности играющего тренера работал в бобруйском «Торпедо».

## Достижения
БАТЭ
- Чемпион Беларуси: 2002